# Paleoarchean
Paleoarchean (anterior cunoscut drept Arhaicul inferior), este o eră geologică care face parte din Eonul Arhaic. A început acum 3.600 milioane de ani în urmă și s-a terminat acum 3.200 milioane de ani în urmă. Numele provine de la grecescul "Palaios", "vechi".
Bacteria Eobacterium isolatum a făcut trecerea de la hrănirea heterotrofă la cea autotrofă. Cea mai veche formă de viață constatată de bacterie fosilizate în covoarele microbiene, veche de 3.480 milioane de ani, găsite în Australia de Vest, este din această epocă. Primul supercontinent Vaalbara s-a format în timpul acestei ere.